# لا کیل (دهانه)
لا کیل یک دهانه برخوردی در کره ماه است.